# Ribes fargesii
Ribes fargesii är en ripsväxtart som beskrevs av Adrien René Franchet. Ribes fargesii ingår i släktet ripsar, och familjen ripsväxter. Inga underarter finns listade i Catalogue of Life.